# Strahler (Tätigkeit)
Strahler (auch Strahlner) werden besonders in der Schweiz die alpinen Kristall- und Mineraliensucher genannt. In jüngerer Zeit wird der Begriff auch außerhalb der Schweiz für Mineraliensammler schlechthin verwendet.

## Beschreibung
Kristallsucher sind aus den Alpen bereits seit der Römerzeit von den naturwissenschaftlichen Arbeiten von Plinius dem Älteren bekannt. Die Strahler üben ihre Tätigkeit in der Regel als Nebenberuf oder als Hobby aus („Hobby-Strahler“). Das wichtigste Werkzeug des Strahlers ist der Strahlstock, eine Art Brechstange, die auch als verlängerter Meißel, als Haken oder Gehhilfe eingesetzt wird.
Der Name Strahler leitet sich von dem Ausdruck „Strahlen“ (Singular „Strahl“) für Kristalle ab. Infolgedessen bezeichnet „strahlen“ (beziehungsweise „strahlnen“) das Verb zur Tätigkeit des Strahlers, „strahlig“ kristallreich und so weiter. Der Begriff „Strahlen“ taucht in der Literatur erstmals 1547 in einem Prozessprotokoll von Brunnen (SZ) auf.
Die Etymologie von „Strahl“ im Zusammenhang mit Kristallen ist nicht vollständig geklärt – gemäß F. Maissen sind besonders „Strähl“ (alemannisch für „Kamm“, vgl. „Striegel“; manche Kristallgruppen sind Kämmen ähnlich) oder auch „strahlend“ (Licht reflektierend), „Crystall“ (Kurzform) und andere Ursprünge möglich. Das Schweizerische Idiotikon stellt das Wort zu Strâl, Strahl.
Einige der Funde gelangten in naturhistorische Museen, womit die Strahler wesentlich zum Verständnis der Geologie der Alpen beigetragen haben. Kristalle, die nicht durch Strahler geborgen werden, werden über kurz oder lang von der Erosion wieder zerstört und enden schließlich als Sand im Meer.

## Rechtliches
In der Schweiz benötigt man in einigen Kantonen ein sogenanntes Strahlerpatent, um Mineralien oder auch Gold zu sammeln. In Österreich gibt es dafür keine Patente, und das Sammeln von Mineralien ist nur an bestimmten Stellen (Nationalpark, Grundstückseigentümer) verboten.

## Video
- „El Fuorn“ (mit Giusep Venzin) von Peter Kreiliger, 2000, Televisiun Rumantscha (auf Romanisch mit deutschen Untertiteln), VHS, 21.5 min; bestellbar beim Museum Regional Surselva (http://www.museumregiunal.ch/).